# موراد توپالیان
موراد توپالیان (انگلیسی: Mourad Topalian؛ زادهٔ ۱۹۴۳)  یک فعال سیاسی برجسته ارمنی‌تبار اهل ایالات متحده آمریکا است. وی رئیس سابق کمیته ملی ارامنه آمریکا (ANCA) بود که چندین بار از کاخ سفید دیدن کرده‌است. در سال ۱۹۹۹، موراد توپالیان توسط دولت ایالات متحده متهم به توطئه شد. وی در سال ۲۰۰۱ به اتهام نگهداری سلاح و مواد منفجره، که به سرقت برده بود و نگهداری دو اسلحه به ۳۷ ماه زندان و سه سال تحت نظارت بودن محکوم شد.